# L'Homme de Rio
L'Homme de Rio is een Frans-Italiaanse film van Philippe de Broca die werd uitgebracht in 1964.
Deze komische avonturenfilm was een van de grootste kaskrakers uit 1964 en de op een na (na Le Gendarme de Saint-Tropez) succesrijkste Franse film in Frankrijk. Het is tevens de tweede in een reeks van zes succesrijke films die Jean-Paul Belmondo onder regie van Philippe de Broca draaide.

## Verhaal
Soldaat Adrien Dufourquet heeft een week verlof. In Parijs wil hij zijn vriendin Agnès bij haar tante opzoeken. Wanneer ze het appartement van de tante verlaten wordt Agnès onder de neus van Adrien ontvoerd. Zo raakt Adrien verwikkeld in een zaak waarbij alles draait om een waardevol precolumbiaans beeldje dat uit het Parijse Musée de l'Homme werd ontvreemd. Agnès is immers de dochter van een bekende etnoloog. Haar vader is een van de drie ontdekkingsreizigers die een dergelijk beeldje hebben gevonden en in bezit hebben. Adrien volgt haar spoor en komt zo terecht in Brazilië.

## Rolverdeling
| Acteur              | Personage                              |
| ------------------- | -------------------------------------- |
| Jean-Paul Belmondo  | Adrien Dufourquet                      |
| Françoise Dorléac   | Agnès Villermosa                       |
| Jean Servais        | professor Norbert Catalan              |
| Milton Ribeiro      | Tupac, een handlanger                  |
| Simone Renant       | Lola, de cabaretzangeres               |
| Adolfo Celi         | Mario De Castro                        |
| Ubiracy de Oliveira | sir Winston, de kleine schoenenpoetser |
| Roger Dumas         | Lebel, de kamergenoot                  |
| Daniel Ceccaldi     | de politie-inspecteur                  |
| Lucien Raimbourg    | de generaal in de rolstoel             |
| Louise Chevalier    | de conciërge van professor Catalan     |
| Robert Blome        | de vermoorde museumbewaker             |
| Nina Myral          | de tante van Agnès                     |
| Max Elloy           | de dokter                              |